# Пологівська сільська рада (Теплицький район)
| Пологівська сільська рада — колишній орган місцевого самоврядування у Теплицькому районі Вінницької області з адміністративним центром у с. Пологи. Сільській раді підпорядковані населені пункти: - с. Пологи - с. Лозовата |

## Склад ради
Рада складається з 14 депутатів та голови.

## Керівний склад сільської ради
| ПІБ                      | Основні відомості                                                                                         | Дата обрання | Дата звільнення |
| ------------------------ | --- | ------------ | --------------- |
| Курко Тетяна Анатоліївна | Сільський голова, 1960 року народження, освіта, Всеукраїнське об'єднання «Батьківщина»                    | 26.03.2006   | 31.10.2010      |
| Курко Тетяна Анатоліївна | Сільський голова, 1960 року народження, освіта середня спеціальна, Всеукраїнське об'єднання «Батьківщина» | 31.10.2010   |                 |

Примітка: таблиця складена за даними джерела